# Глезе
Глезе (фр. Gleizé) насеље је и општина у источној Француској у региону Рона-Алпи, у департману Рона која припада префектури Вилфранш сир Саон.
По подацима из 2011. године у општини је живело 7617 становника, а густина насељености је износила 728,2 становника/km². Општина се простире на површини од 10,46 km². Налази се на средњој надморској висини од 234 метара (максималној 292 m, а минималној 181 m).

## Демографија
| 1962. | 1968. | 1975. | 1982. | 1990. | 1999. | 2011. |
| ----- | ----- | ----- | ----- | ----- | ----- | ----- |
| 2.421 | 3.045 | 3.708 | 6.591 | 8.317 | 8.050 | 7.617 |

График промене броја становника у току последњих година